# Liga de Voleibol Superior Masculino 2009-2010
La Liga de Voleibol Superior Masculino 2009-2010 si è svolta dal 21 ottobre 2009 al 7 febbraio 2010: al torneo hanno partecipato 8 franchigie portoricane e la vittoria finale è andata per la nona volta, la seconda consecutiva, ai Plataneros de Corozal.

## Regolamento
È prevista una regular season in cui le otto squadre partecipanti si affrontano fino ad un totale di ventiquattro incontri, al termine dei quali le prime sei classificate accedono ai play-off scudetto:
- ai quarti di finale le sei squadre vengono divise in due gironi da tre squadre ciascuno, affrontandosi in un doppio round-robin;
- le prime due classificate dei due gironi dei quarti di finale si incrociano alle semifinali, giocate al meglio delle sette gare;
- le formazioni vincenti alle semifinali si affrontano in finale, giocando nuovamente al meglio delle sette gare.

## Squadre partecipanti
Al campionato di Liga de Voleibol Superior Masculino 2009-2010 hanno partecipato otto franchigie, una delle quali, i Caribes de San Sebastián, dopo aver acquistato il titolo dai Gigantes de Adjuntas.
| Club                     | Stagione | Città         | Impianto                         | Stagione precedente                            |
| ------------------------ | -------- | ------------- | -------------------------------- | ---------------------------------------------- |
| Caribes de San Sebastián | dettagli | San Sebastián | Coliseo Luis Aymat Cardona       | -                                              |
| Changos de Naranjito     | dettagli | Naranjito     | Coliseo Gelito Ortega            | 5ª in LVSM, quarti di finale play-off scudetto |
| Gigantes de Carolina     | dettagli | Carolina      | Coliseo Guillermo Angulo         | 6ª in LVSM, semifinali play-off scudetto       |
| Indios de Mayagüez       | dettagli | Mayagüez      | Palacio de Recreación y Deportes | 1ª in LVSM, semifinali play-off scudetto       |
| Leones de Ponce          | dettagli | Ponce         | Coliseo Salvador Dijols          | 8ª in LVSM                                     |
| Mets de Guaynabo         | dettagli | Guaynabo      | Coliseo Mario Morales            | 3ª in LVSM, quarti di finale play-off scudetto |
| Patriotas de Lares       | dettagli | Lares         | Coliseo Félix Méndez Acevedo     | 4ª in LVSM, finale play-off scudetto           |
| Plataneros de Corozal    | dettagli | Corozal       | Coliseo Carmen Zoraida Figueroa  | 2ª in LVSM, Campioni di Porto Rico             |

## Campionato

### Regular season

#### Classifica
| Pos. | Squadra                  | Pt | G  | V  | P  | SV | SP | Ratio | PF | PS | Ratio |
| ---- | ------------------------ | -- | -- | -- | -- | -- | -- | ----- | -- | -- | ----- |
| 1.   | Plataneros de Corozal    | 45 | 23 | 17 | 6  |    |    |       |    |    |       |
| 2.   | Mets de Guaynabo         | 41 | 24 | 12 | 12 |    |    |       |    |    |       |
| 3.   | Leones de Ponce          | 40 | 24 | 13 | 11 |    |    |       |    |    |       |
| 4.   | Gigantes de Carolina     | 39 | 24 | 15 | 9  |    |    |       |    |    |       |
| 5.   | Changos de Naranjito     | 34 | 23 | 11 | 12 |    |    |       |    |    |       |
| 6.   | Patriotas de Lares       | 31 | 24 | 10 | 14 |    |    |       |    |    |       |
| 7.   | Indios de Mayagüez       | 30 | 24 | 9  | 15 |    |    |       |    |    |       |
| 8.   | Caribes de San Sebastián | 25 | 24 | 8  | 16 |    |    |       |    |    |       |

      Ammesse ai play-off scudetto.

### Play-off

#### Quarti di finale

##### Girone A

###### Risultati
| Gara 1 |                 |     |                     |
|        |                 |     |                     |
| 07-01  | Corozal - Lares | 3-0 | 25-18, 25-13, 25-18 |

| Gara 2 |               |     |                     |
|        |               |     |                     |
| 08-01  | Lares - Ponce | 0-3 | 20-25, 23-25, 22-25 |

| Gara 3 |                 |     |                           |
|        |                 |     |                           |
| 10-01  | Ponce - Corozal | 1-3 | 25-18, 14-25, 17-25 26-28 |

| Gara 4 |               |     |                     |
|        |               |     |                     |
| 11-01  | Ponce - Lares | 3-0 | 25-20, 25-20, 25-16 |

| Gara 5 |                 |     |                            |
|        |                 |     |                            |
| 14-01  | Lares - Corozal | 1-3 | 25-22, 22-25, 15-25, 24-26 |

| Gara 6 |                 |     |                     |
|        |                 |     |                     |
| 15-01  | Corozal - Ponce | 3-0 | 25-16, 25-19, 25-19 |

###### Classifica
| Pos. | Squadra               | Pt | G | V | P | SV | SP | Ratio | PF | PS | Ratio |
| ---- | --------------------- | -- | - | - | - | -- | -- | ----- | -- | -- | ----- |
| 1.   | Plataneros de Corozal | 8  | 4 | 4 | 0 | 12 | 2  |       |    |    |       |
| 2.   | Leones de Ponce       | 6  | 4 | 2 | 2 | 7  | 6  |       |    |    |       |
| 3.   | Patriotas de Lares    | 4  | 4 | 0 | 4 | 1  | 12 |       |    |    |       |

     Ammesse alle semifinali play-off scudetto.

##### Girone B

###### Risultati
| Gara 1 |                      |     |                                   |
|        |                      |     |                                   |
| 08-01  | Naranjito - Carolina | 3-2 | 19-25, 17-25, 25-21, 25-22, 15-10 |

| Gara 2 |                      |     |                                   |
|        |                      |     |                                   |
| 10-01  | Guaynabo - Naranjito | 3-2 | 19-25, 20-25, 25-22, 25-22, 15-12 |

| Gara 3 |                     |     |                                   |
|        |                     |     |                                   |
| 11-01  | Carolina - Guaynabo | 2-3 | 21-25, 25-22, 22-25, 25-20, 10-15 |

| Gara 4 |                      |     |                                   |
|        |                      |     |                                   |
| 12-01  | Carolina - Naranjito | 3-2 | 25-22, 23-25, 23-25, 25-16, 15-12 |

| Gara 5 |                      |     |                     |
|        |                      |     |                     |
| 15-01  | Naranjito - Guaynabo | 0-3 | 20-25, 20-25, 27-29 |

| Gara 6 |                     |     |                     |
|        |                     |     |                     |
| 18-01  | Guaynabo - Carolina | 0-3 | 24-26, 21-25, 23-25 |

###### Classifica
| Pos. | Squadra              | Pt | G | V | P | SV | SP | Ratio | PF | PS | Ratio |
| ---- | -------------------- | -- | - | - | - | -- | -- | ----- | -- | -- | ----- |
| 1.   | Mets de Guaynabo     | 7  | 4 | 3 | 1 | 9  | 7  |       |    |    |       |
| 2.   | Gigantes de Carolina | 6  | 4 | 2 | 2 | 10 | 8  |       |    |    |       |
| 3.   | Changos de Naranjito | 5  | 4 | 1 | 3 | 7  | 11 |       |    |    |       |

      Ammesse alle semifinali play-off scudetto.

#### Semifinali
|  | Semifinali            | Semifinali            | Semifinali            | Semifinali            | Semifinali | Semifinali | Semifinali | Semifinali | Semifinali |  |  | Finale | Finale                | Finale                | Finale | Finale | Finale | Finale | Finale | Finale |  |
|  |                       |                       |                       |                       |            |            |            |            |            |  |  |        |                       |                       |        |        |        |        |        |        |  |
|  | Plataneros de Corozal | Plataneros de Corozal | Plataneros de Corozal | Plataneros de Corozal | 1          | 3          | 3          | 3          | 3          |  |  |        |                       |                       |        |        |        |        |        |        |  |
|  | Gigantes de Carolina  | Gigantes de Carolina  | Gigantes de Carolina  | Gigantes de Carolina  | 3          | 0          | 1          | 0          | 1          |  |  | 1      | Plataneros de Corozal | Plataneros de Corozal | 0      | 2      | 3      | 3      | 3      | 3      |  |
|  | Mets de Guaynabo      | Mets de Guaynabo      | Mets de Guaynabo      | Mets de Guaynabo      | 3          | 3          | 3          | 2          | 3          |  |  | 2      | Mets de Guaynabo      | Mets de Guaynabo      | 3      | 3      | 0      | 2      | 1      | 2      |  |
|  | Leones de Ponce       | Leones de Ponce       | Leones de Ponce       | Leones de Ponce       | 1          | 0          | 1          | 3          | 0          |  |  |        |                       |                       |        |        |        |        |        |        |  |

| Gara 1 |                    |     |                            |
|        |                    |     |                            |
| 19-01  | Corozal - Carolina | 1-3 | 23-25, 21-25, 25-19, 22-25 |
| 20-01  | Guaynabo - Ponce   | 3-1 | 21-25, 25-19, 26-24, 25-19 |

| Gara 2 |                    |     |                     |
|        |                    |     |                     |
| 20-01  | Carolina - Corozal | 0-3 | 19-25, 13-25, 21-25 |
| 21-01  | Ponce - Guaynabo   | 0-3 | 10-25, 16-25, 15-25 |

| Gara 3 |                    |     |                            |
|        |                    |     |                            |
| 22-01  | Corozal - Carolina | 3-1 | 25-16, 17-25, 25-23, 25-23 |
| 23-01  | Guaynabo - Ponce   | 3-1 | 24-26, 25-20, 25-22, 25-15 |

| Gara 4 |                    |     |                                   |
|        |                    |     |                                   |
| 23-01  | Carolina - Corozal | 0-3 | 19-25, 24-26, 23-25               |
| 24-01  | Ponce - Guaynabo   | 2-3 | 25-19, 29-27, 20-25, 26-28, 11-15 |

| \| Gara 5 \| \| \| \| \| \| \| \| \| \| 24-01 \| Corozal - Carolina \| 3-1 \| 25-16, 25-22, 22-25, 25-23 \| \| 25-01 \| Guaynabo - Ponce \| 3-0 \| 25-23, 25-20, 25-20 \| |                    |     |                            |
| Gara 5 |                    |     |                            |
| |                    |     |                            |
| 24-01 | Corozal - Carolina | 3-1 | 25-16, 25-22, 22-25, 25-23 |
| 25-01 | Guaynabo - Ponce   | 3-0 | 25-23, 25-20, 25-20        |

#### Finale
| Gara 1 |                    |     |                     |
|        |                    |     |                     |
| 30-01  | Corozal - Guaynabo | 0-3 | 19-25, 21-25, 20-25 |

| Gara 2 |                    |     |                                   |
|        |                    |     |                                   |
| 31-01  | Guaynabo - Corozal | 3-2 | 21-25, 25-21, 26-24, 21-25, 15-13 |

| Gara 3 |                    |     |                     |
|        |                    |     |                     |
| 01-02  | Corozal - Guaynabo | 3-0 | 25-22, 25-21, 25-17 |

| Gara 4 |                    |     |                                   |
|        |                    |     |                                   |
| 04-02  | Guaynabo - Corozal | 2-3 | 25-21, 18-25, 25-20, 23-25, 12-15 |

| Gara 5 |                    |     |                            |
|        |                    |     |                            |
| 05-02  | Corozal - Guaynabo | 3-1 | 15-25, 25-22, 25-16, 25-13 |

| Gara 6 |                    |     |                                  |
|        |                    |     |                                  |
| 07-02  | Guaynabo - Corozal | 2-3 | 25-21, 24-26, 25-20, 23-25, 9-15 |

## Premi individuali
| Premio                   | Giocatrice       | Squadra                  |
| ------------------------ | ---------------- | ------------------------ |
| MVP della Regular Season | Tony Ching       | Leones de Ponce          |
| MVP della Finale         | Casey Patterson  | Plataneros de Corozal    |
| Miglior palleggiatore    | Fernando Morales | Plataneros de Corozal    |
| Miglior esordiente       | Ulises Maldonado | Caribes de San Sebastián |
| Rising star              | Néstor Bracero   | Patriotas de Lares       |
| Miglior allenatore       | Ramón Lawrence   | Leones de Ponce          |
| Miglior presidente       | Luis Cruz        | Leones de Ponce          |
| Offensive Team           | José Cáceres     | Indios de Mayagüez       |
| Offensive Team           | Tony Ching       | Leones de Ponce          |
| Offensive Team           | Rodrigo Villalba | Gigantes de Carolina     |
| Offensive Team           | Eric Vance       | Mets de Guaynabo         |
| Offensive Team           | Néstor Bracero   | Patriotas de Lares       |
| Offensive Team           | Víctor Rivera    | Changos de Naranjito     |